# Donaueschingen
Donaueschingen városa Németországban, Baden-Württemberg nyugati részén található. A szomszéd települések: északon 13 km-re Villingen-Schwenningen, keleten 24 km-re Tuttlingen, és délre kb. 30 km-re a svájci Schaffhausen. 2003-ban a város lakossága 21 300 fő volt. A város mellett egyesül a Brigach és a Breg folyó, és Dunaként haladnak tovább.

## Történet
A helység első említése 889-ből származik, ekkor a Reichenau-kolostor tulajdona lett. 1283-ban I. Rudolf német király Baar és Donaueschingen grófságokat Heinrich von Fürstenbergnek adományozta, ezzel együtt járt a sörfőzési jog is. Innen ered a Fürstenbergi Hercegi Sörfőzde (Fürstlich Fürstenbergische Brauerei). A 18. századtól kezdődően itt volt a Fürstenberg hercegek székhelye.
1806-ban Donaueschingen a badeni nagyhercegség uralma alá került és 1810-ben városi rangra emelték. A város nagy része elpusztult az 1908-as tűzvészben.
Donaueschingen hagyományosan katonai garnizon volt; a második világháború óta a francia katonaság állomásozott itt az 1990-es évek elejéig, illetve az amerikai légierő kórházat tartott fent.

## Nevezetességek
- Kastély (Schloss) – a város keleti oldalán fekvő nagy parkban áll. A kastélyt 1772-ben kezdték építeni, majd a 19. század végén átalakították. E kastély parkjában van a Duna forrása (Donauquelle), melyet A. Weinbrenner allegorikus márványszobrok díszítette kútja vesz körül.
- Károly-épület (Karlsbau) – a kastély mellett található. Benne Matthias Grünewald műveinek kiállítása látható.
- Udvari Könyvtár (Hofbibliotek) – a Haldenstrassén található. A barokk stílusú könyvtárban 140 000 kötet könyvet őriznek, köztük mintegy 1600 középfelnémet kéziratot is.

## Gazdaság
A városban majdnem 1000 különböző vállalkozás működik, ezek közül 24 közepes méretű, összesen 2200 alkalmazottal. Donaueschingen regionális vasúti csomópont, négy vasútvonal metszéspontjában. Három országos autópálya találkozik a város mellett: a B27-es (Stuttgart – Schaffhausen), a B31-es (Freiburg – Lindau) és a B33-as (Offenburg – Konstanz). A Duna-menti kerékpárút Donaueschingenben kezdődik; ez Európa egyik legismertebb és leghosszabb kerékpárútja.

## Közlekedés

### Vasút
A településen halad keresztül a Schwarzwaldbahn vasútvonal.

## Polgármesterek
- 1800-1811: Johann Hirt
- 1811-1817: Johann Engesser
- 1817-1820: Johann Georg Seyfried
- 1820-1826: Josef Heinemann
- 1826-1828: von Würthenau
- 1828-1833: Johann Georg Seyfried
- 1833-1838: Josef Heinemann
- 1840-1848: Johann Raus
- 1848: Albert Willibald
- 1849: Johann Raus
- 1849-1852: Nikolaus Gall
- 1852-1854: Ludwig Kirstner
- 1854-1866: Karl Gleichauf
- 1866-1885: Heinrich Ganter
- 1885-1909: Hermann Fischer
- 1909-1919: Friedrich Schön
- 1919-1934: Friedrich Fischer
- 1934-1945: Eberhard Sedelmeyer
- 1945-1953: Leopold Messmer
- 1953-1973: Robert Schrempp
- 1973-2004: Dr. Bernhard Everke
- 2004 óta: Thorsten Frei

## Galéria

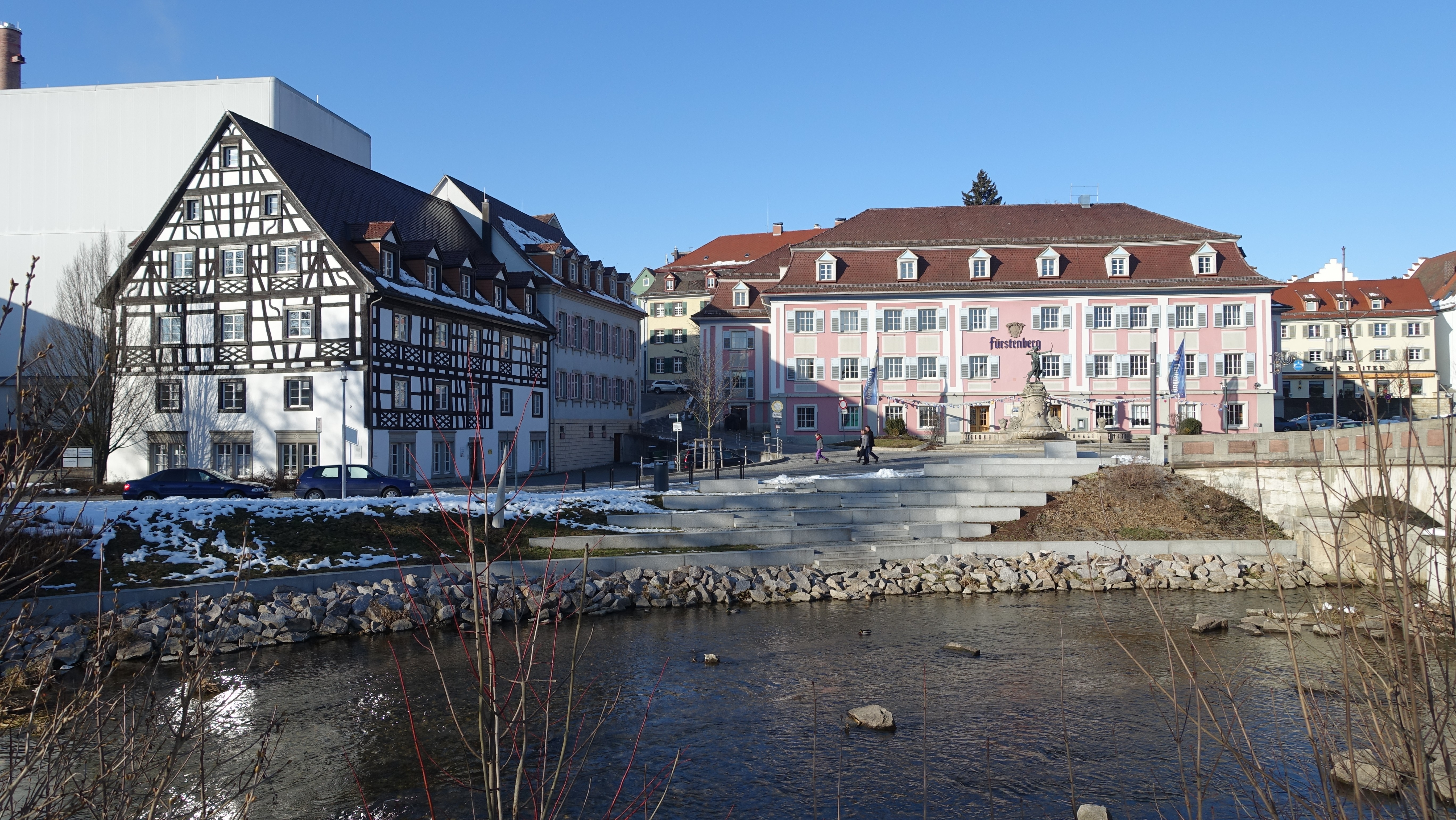
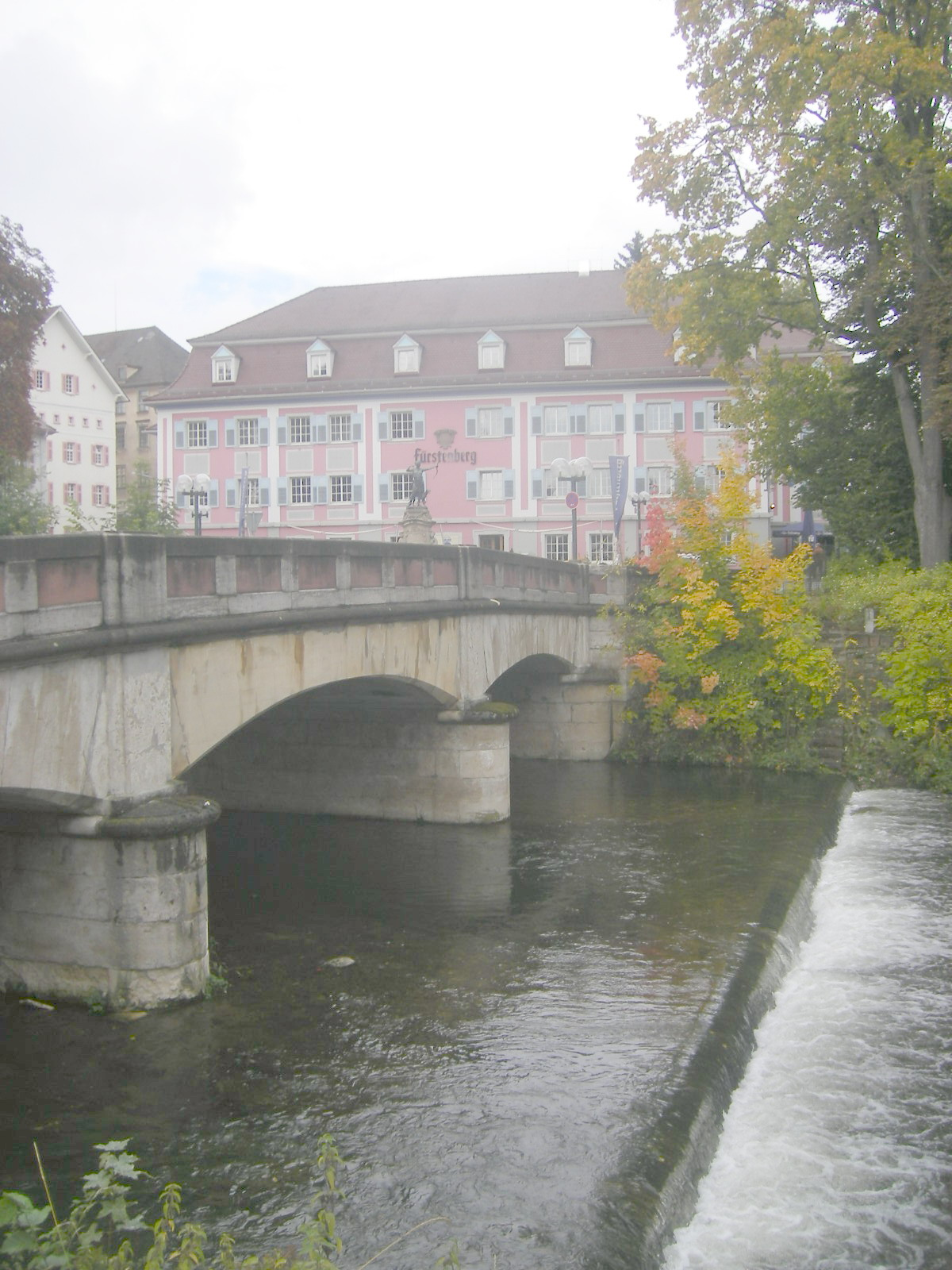
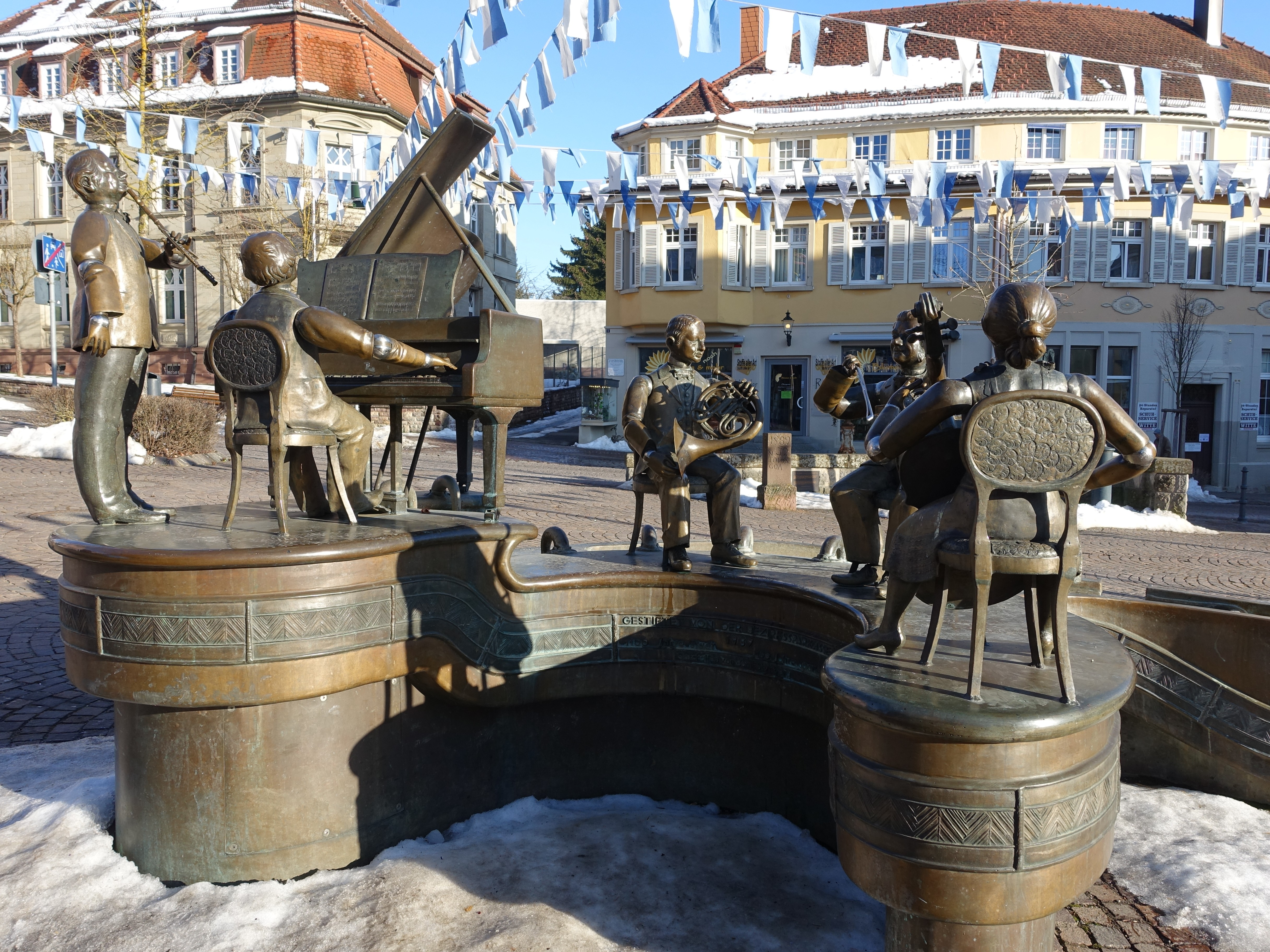
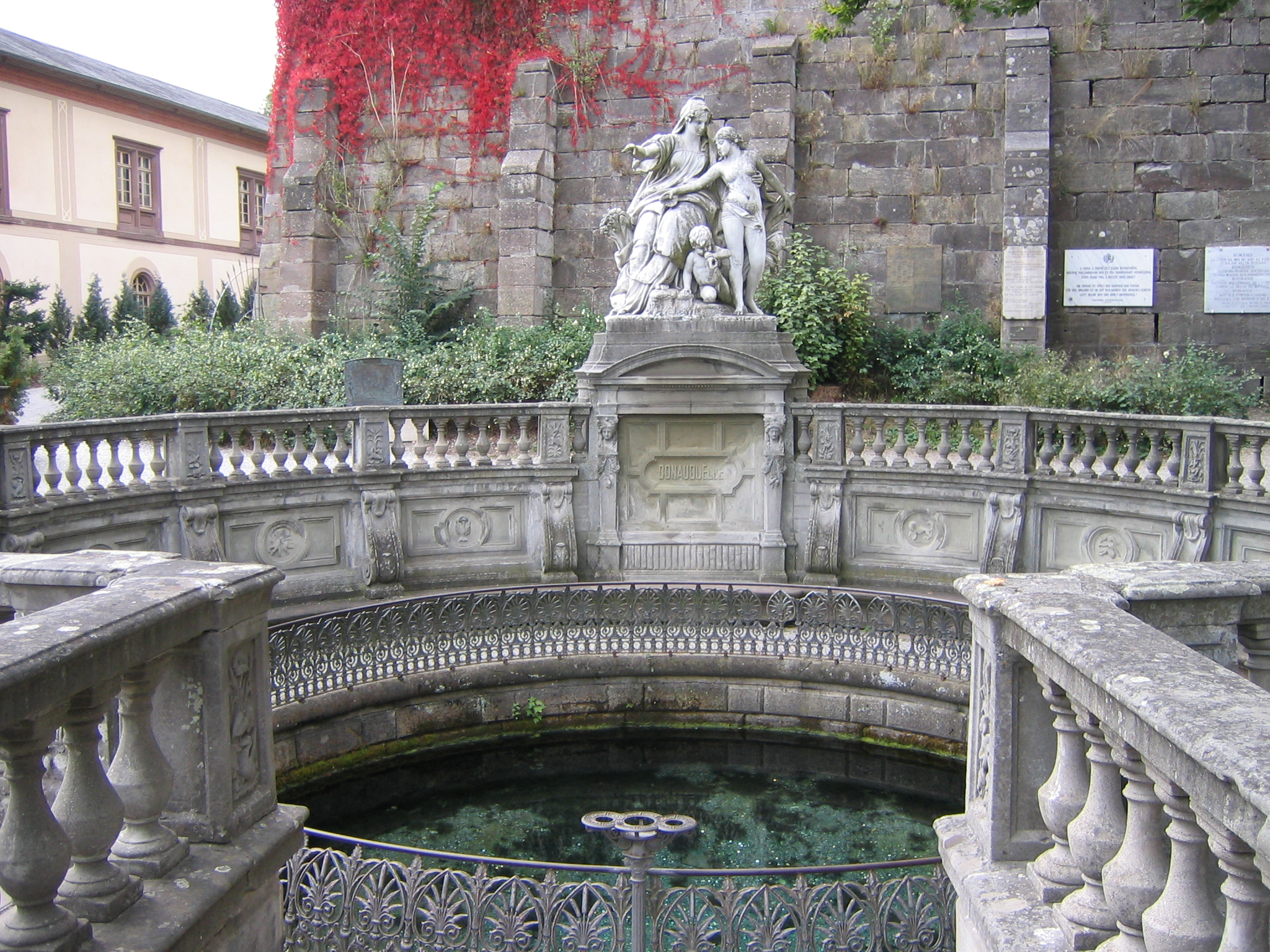
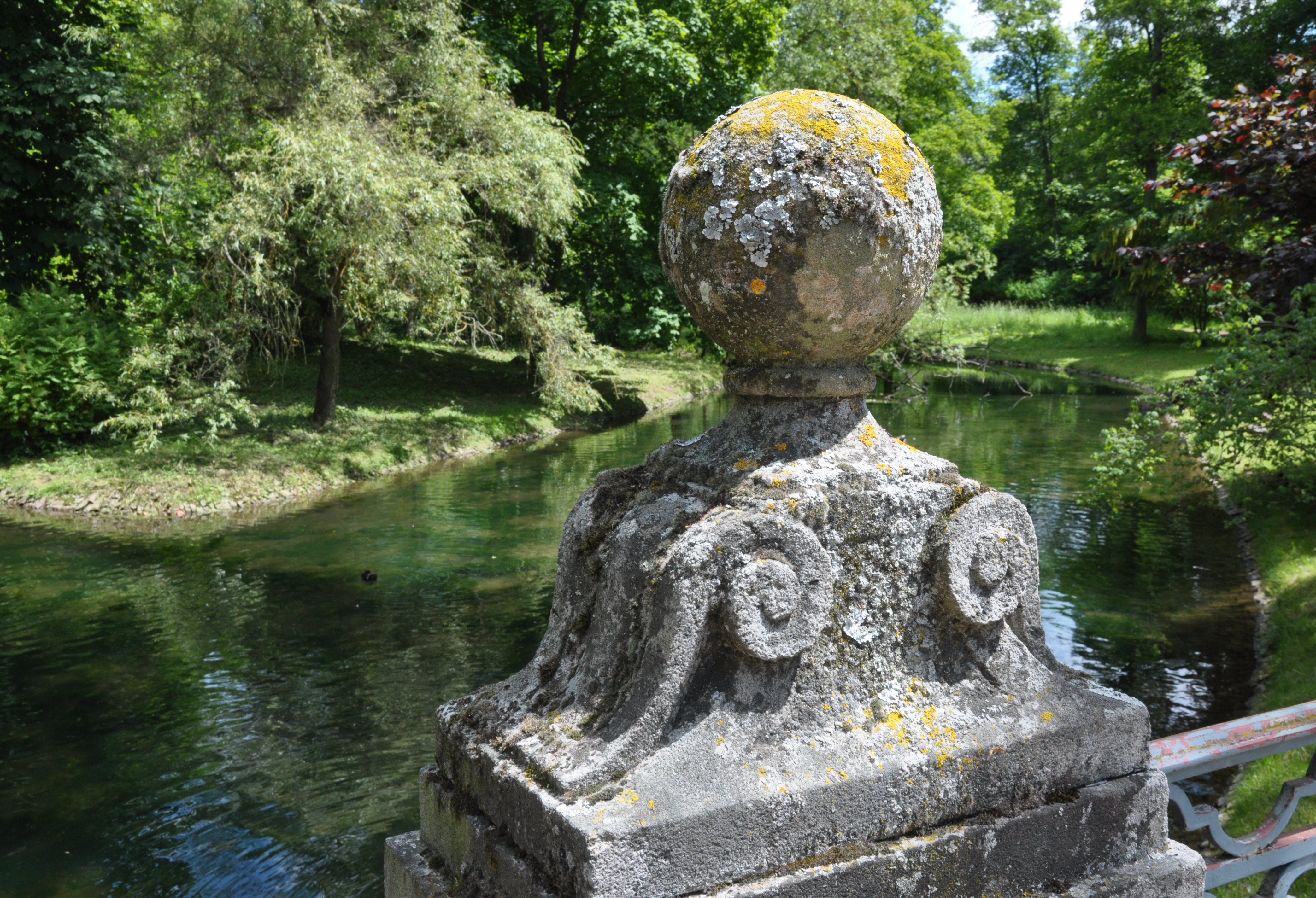
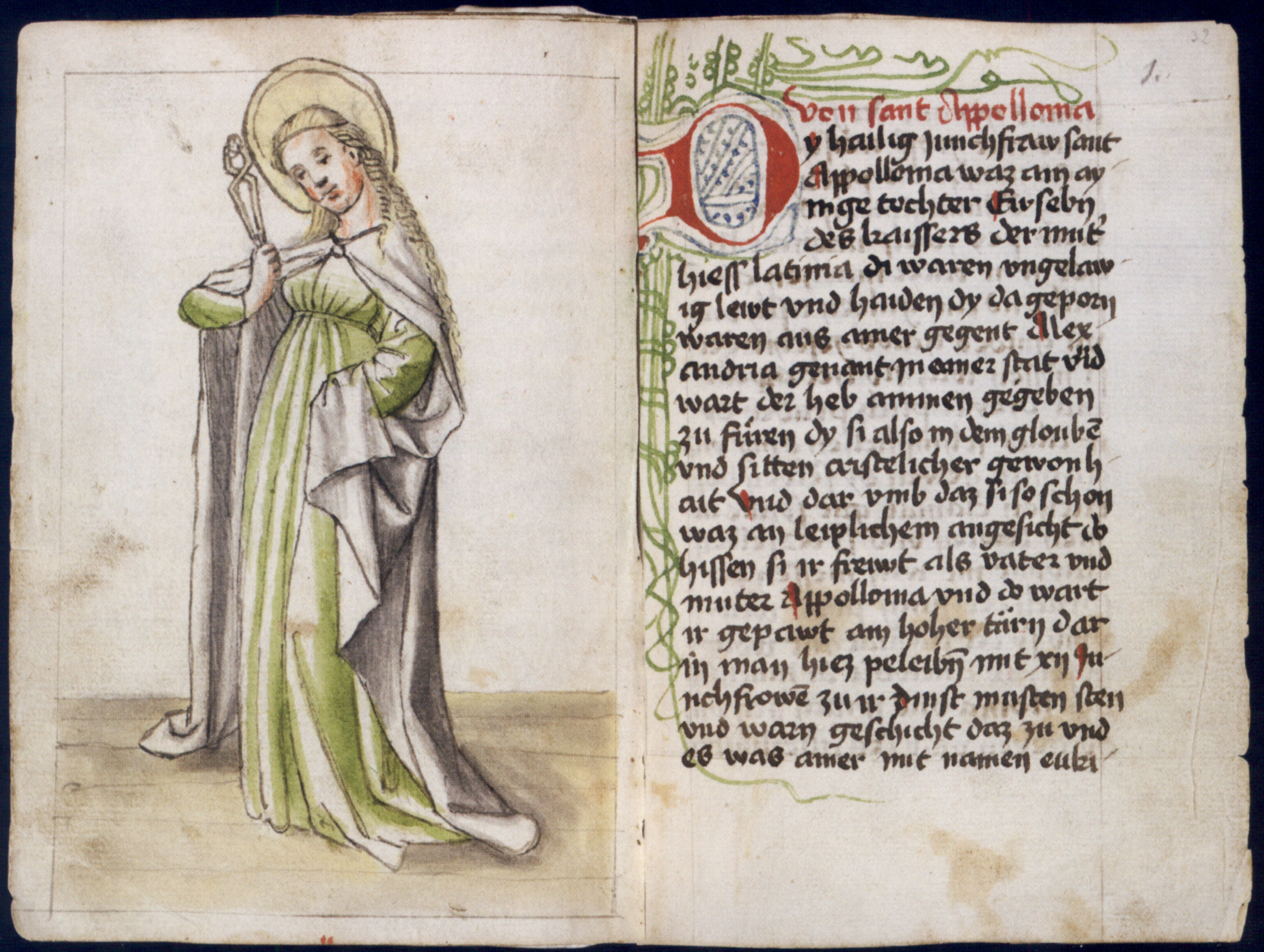
Hofbibliothek, Heiligenleben Codex egy lapja
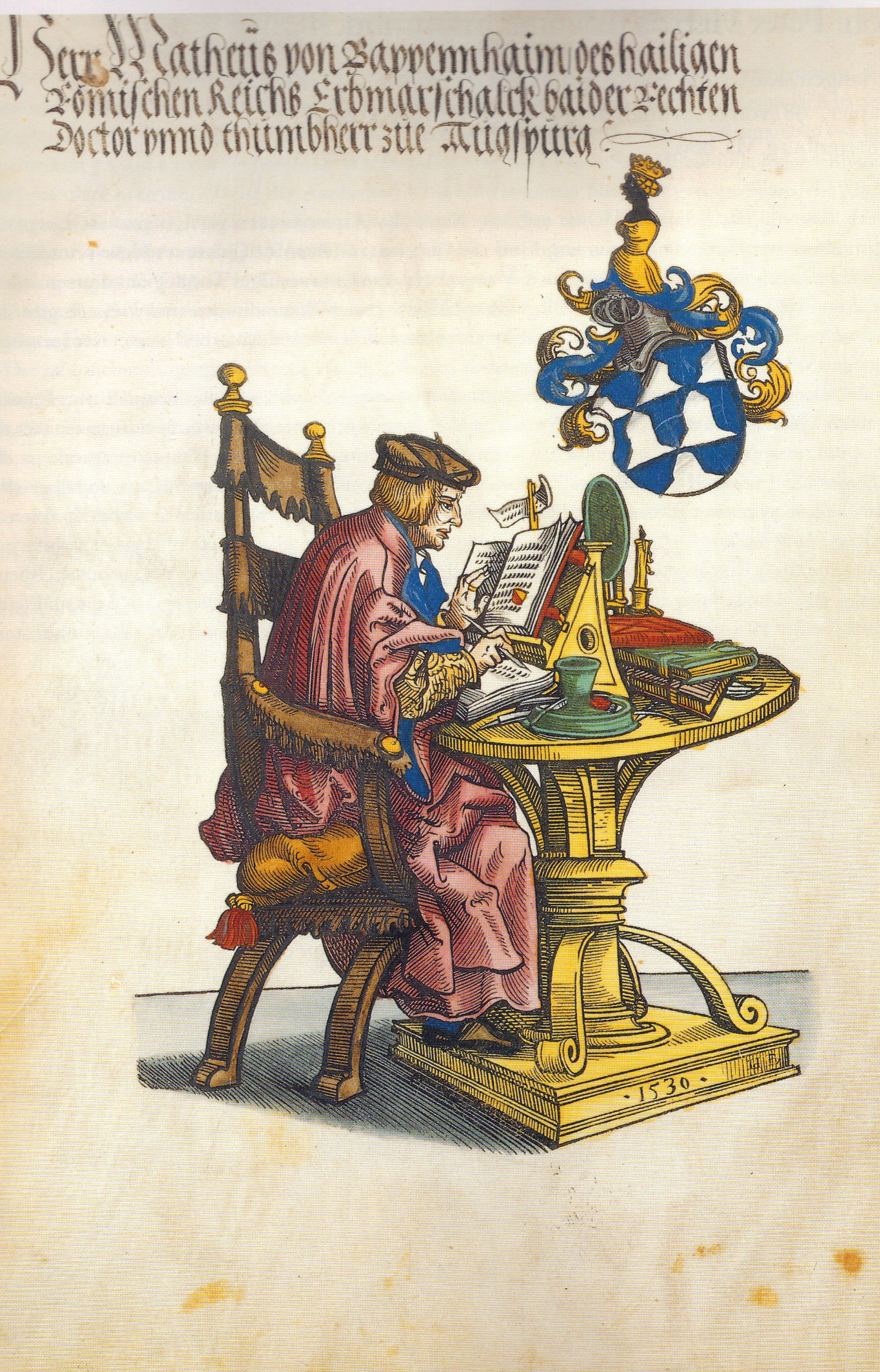
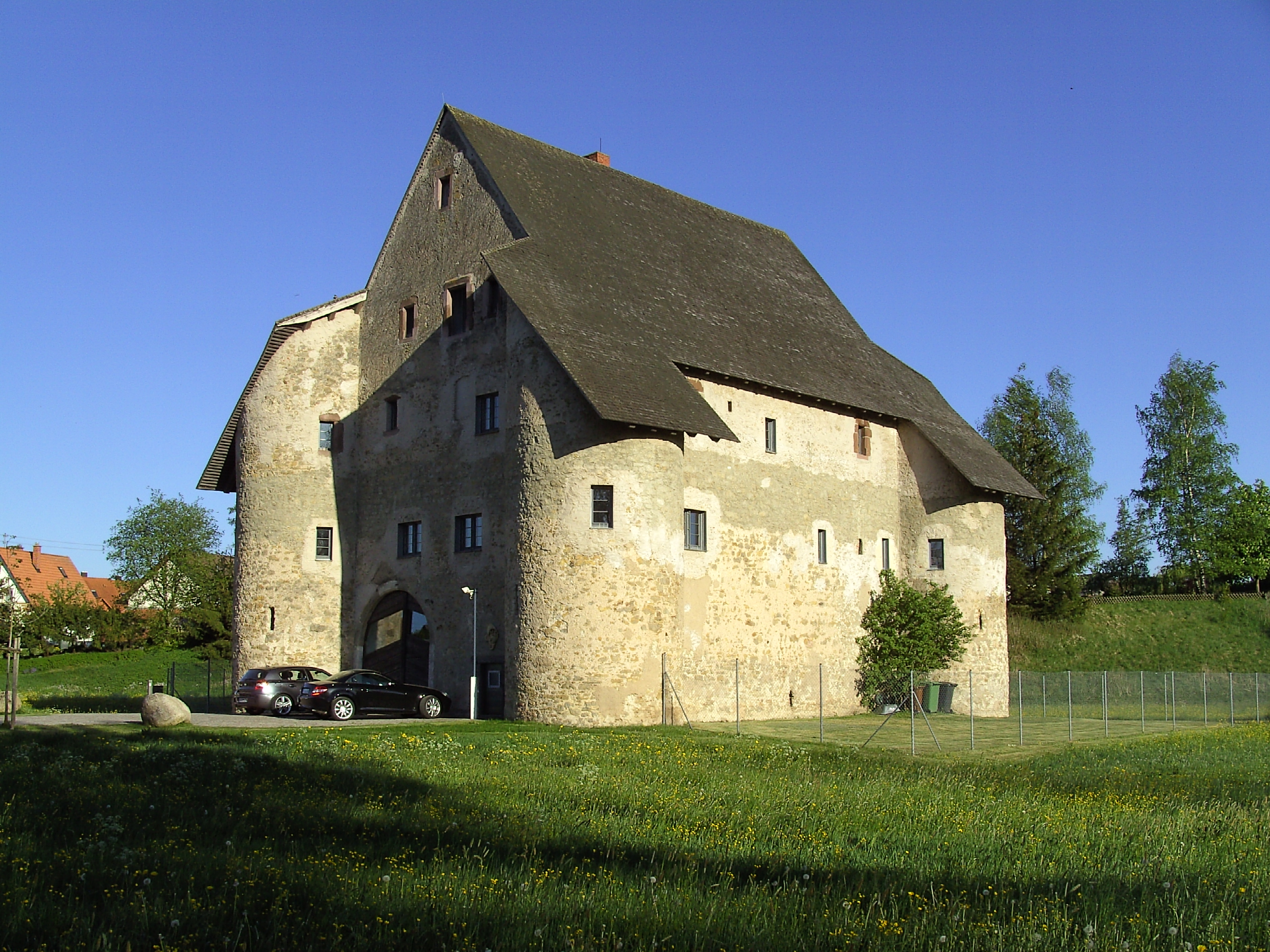

## Testvérvárosok
- Japán (1995) Kaminoyama,
- Franciaország Saverne, (1964)
- Magyarország Vác (1993)